# Northland Public Library
Die Northland Public Library ist eine öffentliche Bibliothek, im McCandless Township, etwa zwölf Kilometer von der Innenstadt von Pittsburgh (Pennsylvania) entfernt. Sie besitzt 200.000 Medien und hat 50.000 Nutzer. Damit hatte fast jeder zweite Einwohner der die Bibliothek betreibenden Gemeinden (Bradford Woods, Franklin Park, Marshall Township, Town of McCandless, Ross Township) einen Leihausweis. Über 80 Prozent der Medien sind Bücher.  Sie beschäftigt rund 100 Mitarbeiter, davon 20 Bibliothekare.